# Bartholome Widmer
Bartholome Widmer (* 17. September 1713 in Hundwil; † 20. Januar 1796 in Stein; heimatberechtigt in Stein) war ein Schweizer Gemeindehauptmann und langjähriges Mitglied des Kleinen Rats aus dem Kanton Appenzell Ausserrhoden.

## Leben
Bartholome Widmer war ein Sohn von Ulrich Widmer, Ratsherr, und Anna Nabulon. Im Jahr 1735 heiratete er Anna Widmer, Tochter von Ulrich Widmer. Widmer führte ab 1746 ein Gasthaus in Stein.
Von 1747 bis 1749 war er Hauptmann der Unteren Rhode der Gemeinde Hundwil, ab 1749 bis 1774 Gemeindehauptmann und Kanzleischreiber der neuen Gemeinde Stein. Von 1749 bis 1779 hatte er das Amt des Landesbauherrn und ab 1774 bis 1776 dasjenige des Landesfähnrichs inne. Von 1776 bis 1778 amtierte er als Landeshauptmann, ab 1778 bis 1782 als Landesseckelmeister und von 1782 bis 1786 als Landesstatthalter. Er trat aus gesundheitlichen Gründen zurück.
Widmer gehörte von 1747 bis 1749 zu den Initianten der Abtrennung der Unteren Rhode von der Gemeinde Hundwil und der Gründung der Gemeinde Stein.